# Hartmut Strampe
Hartmut Strampe, né le 3 mars 1956 à Handorf, est un ancien arbitre allemand de football qui officia de 1986 à 2003 et fut international de 1993 à 2001.

## Carrière
Il a officié dans des compétitions majeures : 
- Coupe du monde de football des moins de 17 ans 1995 (3 matchs)
- Coupe d'Allemagne de football 1997-1998 (finale)
- Coupe de la Ligue d'Allemagne de football 2002 (finale)